# Heidelberger Druckmaschinen

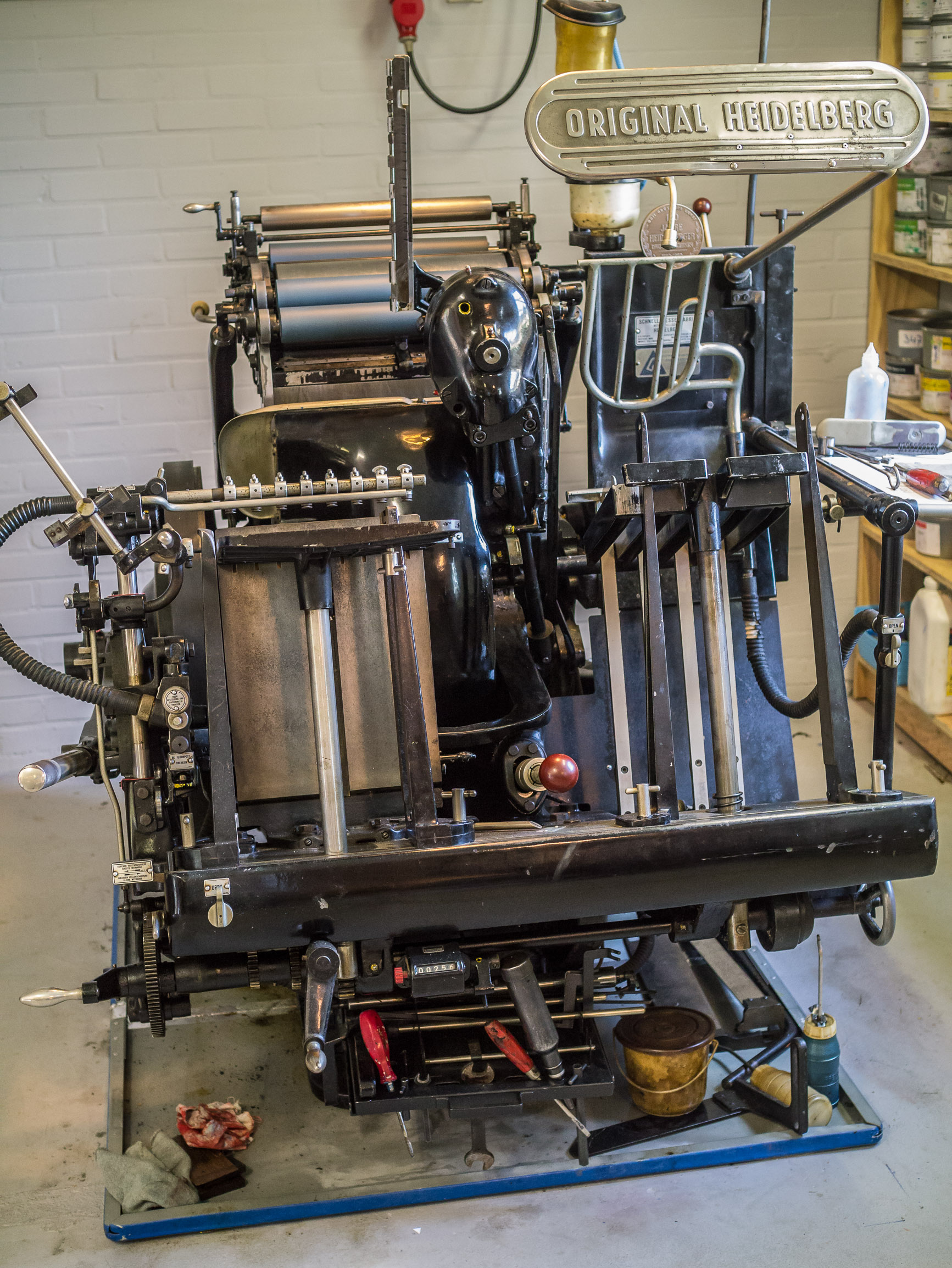
Heidelberg Drukpers uit de jaren 60

Heidelberger Druckmaschinen AG, veelal afgekort tot Heidelberg, is een drukpersfabrikant die in 1850 werd gesticht in het Duitse Heidelberg (Baden-Württemberg). De wereldleider op het gebied van vellenoffset-drukpersen is sinds 2020 gevestigd in het nabije Wiesloch. 
Het bedrijf maakt een assortiment aan machines voor vooral vellenoffset en nabewerking, zoals snijden, vouwen, nieten, rillen en verlijmen. Ook software voor de integratie van de in een drukkerij voorkomende processen wordt geleverd.

## Vellenoffset
Vellenoffset is de meest gebruikte offsettechniek naast rotatieoffset. Het wordt onder andere gebruikt voor het drukken van catalogussen, boeken, kalenders, posters, verpakkingen en etiketten. Hierbij zijn speciale druktechnieken mogelijk zoals lak, geurstoffen en het bedrukken van speciale stoffen zoals katoen en linnen. Moderne vellenoffsetpersen kunnen tot 21.000 vellen per uur bedrukken in meerdere kleuren. Het vellenoffset-gedeelte beslaat bij Heidelberg 90% van het totale leveringsprogramma. Het bedrijf bezit op dit gebied een wereldwijd aandeel van 40%.

## Reorganisaties
Het hoofdkwartier was van 2000 tot 2020 gevestigd in de Print Media Academy in het centrum van Heidelberg. Het gebouw werd door Heidelberg AG gebouwd tussen 1998 en 2000 en er werkten ca. 1600 mensen. De drukpersen worden echter gebouwd en afgemonteerd in het 12 kilometer zuidelijker gelegen Wiesloch, waar meer dan 6500 personeelsleden werkzaam zijn in de grootste drukpersenfabriek ter wereld. In 2002 moesten 2200 werknemers het bedrijf wegens reorganisatie verlaten. In 2020 sloot Heidelberger Druckmaschinen AG de vestiging in Heidelberg, alle medenemers zijn nu werkzaam in Wiesloch.